# Перунович, Миодраг
Миодраг Перунович (черног. Миодраг Перуновић, 10 декабря 1957, Цетине) — югославский боксёр средних весовых категорий, выступал за сборную Югославии в конце 1970-х — начале 1980-х годов. Чемпион Европы, обладатель серебряной медали чемпионата мира, победитель Средиземноморских игр, участник летних Олимпийских игр в Москве, многократный чемпион и призёр национального первенства. В период 1981—1994 с попеременным успехом выступал на профессиональном уровне, владел поясом интерконтинентального чемпиона по версии IBF.

## Биография
Миодраг Перунович родился 10 декабря 1957 года в городе Цетине, Черногория. Активно заниматься боксом начал уже в раннем детстве в одном из спортивных залов Подгорицы. Первого серьёзного успеха на ринге добился в 1973 году, когда в лёгком весе выиграл бронзовую медаль на Балканском чемпионате в Афинах, три года спустя в полусредней весовой категории взял бронзу на юниорском чемпионате Европы в Измире. В 1978 году спортсмен победил на первенстве Югославии — благодаря этой победе пробился во взрослую национальную сборную и съездил с ней на чемпионат мира в Белград, где сумел дойти до финала, проиграв лишь советскому боксёру Валерию Рачкову.
1979 год получился наиболее успешным в карьере Перуновича, сначала он одержал уверенную победу на Средиземноморских играх в Сплите, а затем завоевал золотую награду на чемпионате Европы в Кёльне, победив в решающем матче действующего чемпиона Виктора Савченко. За эти достижения в Югославии его признали спортсменом года. Оставаясь лидером сборной, удостоился права защищать честь страны на летних Олимпийских играх 1980 года в Москве, в первом же матче на турнире неожиданно проиграл по очкам не самому сильному британцу Николасу Уилширу — судьи зафиксировали счёт 3:2, и Перунович впоследствии отмечал в интервью, что его тогда откровенно засудили. Несмотря на это поражение, он остался в сборной и в 1981 году ещё побывал на чемпионате Европы в Тампере, где выиграл серебряную медаль.
В конце 1981 года Миодраг Перунович завершил карьеру в национальной команде, решив попробовать себя на профессиональном ринге. В течение последующих лет он победил нескольких крепких боксёров, но не обошлось и без поражений. Бои югослава проходили нерегулярно, с большими перерывами, тем не менее, в сентябре 1989 года в поединке с немцем Андреасом Проксом он заполучил пояс интерконтинентального чемпиона по версии IBF, впоследствии два раза защитил этот титул. В 1991 году получил право побороться за пояс чемпиона EBU, но победить итальянца Симбу Каламбея ему не удалось — судьи остановили матч в четвёртом раунде в результате технического нокаута. Перунович продолжал выходить на ринг вплоть до 1994 года, победил троих проходных соперников. Всего в профессиональном боксе он провёл 30 боёв, из них 22 окончил победой, в 6 проиграл, 2 завершились ничьей. После завершения карьеры спортсмен получил некоторую известность как литератор, выпустил книгу стихов собственного сочинения, а также подробную автобиографию под названием «Щит и меч».